# Бабан
Бабан е връх в България, в Стара планина.
Намира се край село Стар Кръвеник, недалеч от гр. Априлци. От върха извира левият приток Слатина на река Граднишка (Боазка).

## История
Връх Бабан е второто Оборище на България.
На 1 май 1876 г. на връх Бабан се дава сигнал за Априлското въстание в Северна България – въстанието в Ново село, Кръвеник и Батошево. Сред вековната гора в падината на върха се събират около 250 души кръвеничани. Събранието е открито от Фильо Радев Миленов.
На 14 май 1956 г. е изграден мемориален паметник на героите от Априлското въстание.

## Събор
Ежегодно на 11 май на връх Бабан се провежда събор в памет на борците за народна свобода.
На 24 юни 2012 г. се проведе 41-вия събор на Народното творчество „Бабан пее“.

## Предания
Предание говори, че някога върху билото на връх Бабан е имало блато, от което е излизало някакво страшно водно животно. Селяните се надумали и запълнили блатото с камъни и пръст.